# 李瀚 (成化丁未進士)
李瀚（1456年—？），字文博，山西太原府陽曲縣人，明朝政治人物。同进士出身。

## 生平
成化十九年（1483年）癸卯科山西鄉試第三十四名舉人。成化二十三年（1487年）中式丁未科會試第二百六十四名，三甲第四十九名進士。初授陕西临潼县知县。弘治七年（1494年），接替汪宣再任华亭县知县一職，1496年由俞正接任。

## 家族
曾祖李從義；祖父李敬；父李中，知縣。母張氏；繼母劉氏。具庆下。兄李澤；李源（贡士）。